# Echinopodium curvispina
Echinopodium curvispina är en tvåvingeart som beskrevs av Freeman 1951. Echinopodium curvispina ingår i släktet Echinopodium och familjen svampmyggor. Inga underarter finns listade i Catalogue of Life.